# Revolution (album d'Alpha Blondy)
Pour les articles homonymes, voir Révolution (homonymie).
Albums de Alpha Blondy
Jérusalem The Prophets
Revolution est le cinquième album d'Alpha Blondy, sorti en 1987. Cet album est le premier sur lequel Alpha Blondy fait intervenir de nouveaux instruments tels que le violon, le violoncelle ou encore le tuba. La chanson Sweet Fanta Diallo est un hommage à la première fiancée d'Alpha Blondy.

## Liste des titres
1. Sweet Fanta Diallo
2. Blesser
3. Jah Houphouet nous parle (Rassemblement démocratique africain)
4. Rock and roll remedy
5. Time
6. Élection Koutcha
7. Miri